# Otto Kade (Musikwissenschaftler)

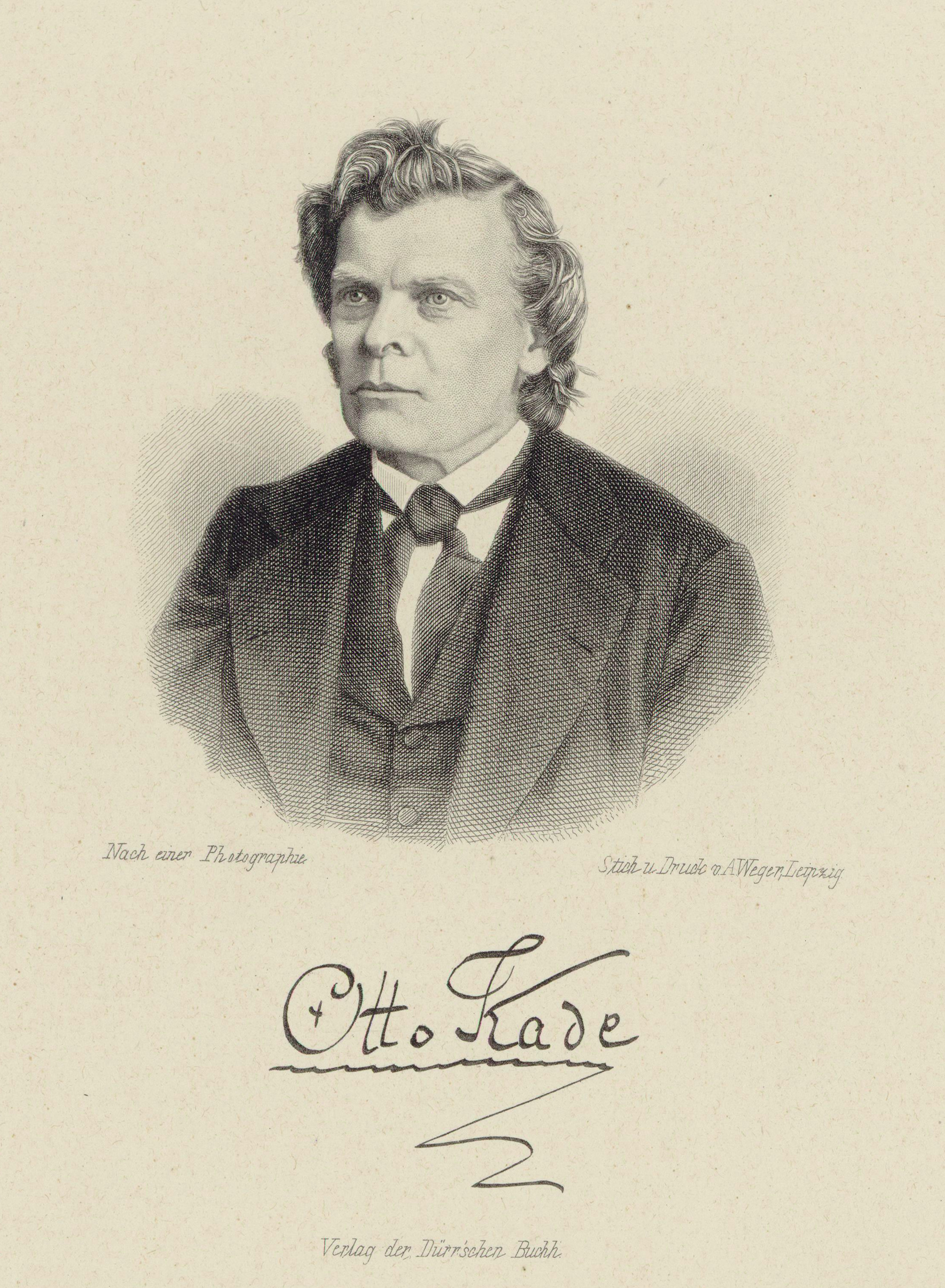
Otto Kade, Stahlstich von August Weger

Ludwig Otto Kade (* 6. Mai 1819 in Dresden; † 19. Juli 1900 in Doberan) war ein deutscher Musikwissenschaftler, Organist, Dirigent und Komponist.

## Leben
Otto Kade, Sohn eines Steuerbeamten, studierte nach dem Abschluss der Kreuzschule Harmonielehre und Kontrapunkt beim Kreuzkantor Julius Otto sowie bei Moritz Hauptmann in Dresden. Ein Stipendium des sächsischen Königs Friedrich August II. ermöglichte ihm weitere Klavier- und Orgelstudien bei Johann Gottlob Schneider. Durch die Unterstützung seines Onkels, des Münzgraveurs Reinhard Krüger, konnte er eine anderthalbjährige Reise nach Italien machen, auf der er in Musikarchiven forschte und unter anderem eine Messe von Giovanni Pierluigi da Palestrina in einer Klosterbibliothek aufspürte und in eine Partitur brachte.
Kades besonderes Interesse galt dieser alten Kirchenmusik, und er gehörte auf diesem Gebiet zu den maßgebenden deutschen Musikforschern in der 2. Hälfte des 19. Jh. Schon vor seiner Italienreise hatte er in Dresden den Cäcilienverein für gemischten Chor zur Aufführung älterer Tonwerke gegründet. Nach seiner Rückkehr wirkte er zugleich als Organist an der (1897 abgebrochenen) Waisenhauskirche am Georgplatz. 1853 wurde er Musikdirektor an der Dreikönigskirche.
1860 berief ihn der Großherzog Friedrich Franz II. von Mecklenburg-Schwerin zum Großherzoglichen Musikdirektor und Leiter des erst 1855 gegründeten Schlosschores in Schwerin. Ab 1866 war er zugleich Gesanglehrer am Gymnasium Fridericianum Schwerin. 1893 trat er in den Ruhestand; sein Nachfolger als Hofmusikdirektor wurde Bernhard Romberg.
Zu Kades großen Verdiensten zählt die Katalogisierung der Musikalien, vornehmlich der Hofkapelle, im Besitz des Fürstenhauses, womit er den Grundstock zum Aufbau der Schweriner Musikalienbibliothek legte. 1890 sorgte er dafür, dass die Sammlung mit ca. 70.000 Noten seit dem ausgehenden 17. Jahrhundert in die Obhut der Regierungsbibliothek kam. Heute ist sie Teil der Landesbibliothek Mecklenburg-Vorpommern.
Ein weiterer Schwerpunkt seiner Arbeit war die Herausgabe und Fertigstellung von August Wilhelm Ambros’ Geschichte der Musik.
1869 war er Mitbegründer und dann langjähriger Autor der Monatshefte für Musikgeschichte.
Kade, der zuletzt an Bronchitis litt, starb daran 81-jährig in Doberan und wurde am 22. Juli 1900 in Schwerin begraben. Er hatte einen Sohn, Reinhard Kade (1859–1936), der Lehrer, später Oberstudienrat in Dresden wurde, ihn schon bei der Katalogisierung der Schweriner Musikalien unterstützt hatte und der später selbst als Musikhistoriker wirkte.

## Auszeichnungen
- 1874: Goldene Medaille für Kunst und Wissenschaft (Mecklenburg-Schwerin)
- 1884: Ehrendoktor der Universität Leipzig
- 1886: Ernennung zum Professor

## Werke
- Cantionale für die evangelisch-lutherischen Kirchen des Großherzogtums Mecklenburg-Schwerin. 4 Bände, 1868–1887.
- Vierstimmiges Choralbuch für Kirche, Schule und Haus zu dem auf Grossherzoglichen Befehl 1867 erschienenen Melodieenbuche zu dem Mecklenburgischen Kirchengesangbuche. 1869.
- Der neuaufgefundene Luther-Codex vom Jahre 1530. 1871.
- Die fünfundzwanzigjährige Wirksamkeit des grossherzoglichen Schlosschores in Schwerin. Eine Festschrift. Schwerin: Sandmeyer 1880.
- (Hrsg.) August Wilhelm Ambros: Geschichte der Musik. 5 Bände, 1880–1882.
- Die Musikalien-Sammlung des Großherzoglich Mecklenburg-Schwerinschen Fürstenhauses in den letzten zwei Jahrhunderten. 2 Bände, 1893.

Digitalisat von Band I im Internet Archive
Digitalisat von Band II im Internet Archive
- [Nachtrag] Der musikalische Nachlaß weiland Ihrer Königlichen Hoheit der verwitweten Frau Erbgrossherzogin Auguste von Mecklenburg-Schwerin, geborene Prinzessin von Hessen-Homburg. Wismar, Schwerin 1899 [repr. Hildesheim, New York 1974].
- Die alteren Musikalien der Stadt Freiberg in Sachsen. Hrsg. von Reinhard Kade. Leipzig: Breitkopf & Härtel 1888 (Beilage zu den Monatsheften für Musik-Geschichte).
- Die ältere Passionskomposition bis zum Jahre 1631. Gütersloh 1893.